# 天啟 (漫威漫畫)
天啟（英語：Apocalypse），本名恩·沙巴·奴爾（En Sabah Nur），是漫威漫畫中的虛構超級反派角色，由作家路易絲·西蒙森和藝術家傑克森·吉伊斯所創作。天啟首次於《X-因子》#5中登場。IGN將天啟列為漫畫反派百強排名第24名。

## 人物
被世人稱為「天啟」的恩·沙巴·奴爾（En Sabah Nur）出生於埃及第一王朝，由於皮膚天生呈灰黑色，加上臉上有淺藍色的線條而被認為是個怪物並被父母拋棄，後來被沙漠中的一群遊蕩者收養並飽受「適者生存」的理論教育，在殘酷的戰鬥中長大。收養天啟的頭目似乎聽說過某種預言，認定天啟將來會成為統治者，但當時統治着埃及的法老王其實是一名來自公元30世紀的未來學者征服者康，康亦知道天啟擁有潛力並打算控制他，但還未成功就因為被來自公元20世紀的驚奇4超人打敗而離開了那個時代。
在後來的幾千年中，天啟遊蕩人間並發動戰爭以測試國家和民族什麼才是「適者」。在這個過程中，他發現了一些外星科技並利用這些科技進一步強化了自己。在20世紀，天啟認為超能力者與人類並不能共存，因此他堅決反對X戰警這種相信變種人和人類能夠和平共處的理想主義者。天啟是漫威宇宙中最強大的超級反派之一，他和很多超級英雄都發生過關聯。天啟不但擁有十分強大的超能力，還有為他效力的天啟四騎士。

## 能力
天啟是漫威宇宙史上第二位變種人，擁有十分強大的改造能力、超人的力氣、瞬間移動、飛行和操控能量的能力。天啟最初只有附身在他人身上的能力，但因為每當他快要死的時候就會附身在另一位變種人的體內而讓他得到了被他附身的那位變種人的能力，因此他每次附身就會多一種能力，所以他幾乎擁有所有變種人的能力。

## 和其他角色的關係
驚惡先生（Mr. Sinister）
維多利亞時代的一名擁有不死身的科學家，後來因為接觸天啟而成為了變種人，繼天啟後又一X戰警系列中的大反派，長期以來是X戰警的死敵。漫畫後期被鳳凰寄身的獨眼龍等人消滅其創造的「驚惡城市」，但他並沒有死去。
天啟四骑士
天啟的手下，四名重要的使徒，名字分別為戰爭、飢荒、瘟疫、死亡。
機堡
年幼時受天啟感染。

## 其他媒體

### 電視
- 《X戰警》：由約翰·科利科斯（英语：John Colicos）和詹姆斯·布朗迪克（英语：James Blendick）配音。
- 《X戰警：進化》：由大衛·凱（英语：David Kaye）配音。

### 電影
- X戰警電影系列：由奧斯卡·伊薩克飾演天啟[3][4][5][6][7][8]。
  - 《X戰警：未來昔日》（2014年）：年輕的天啟在片尾中客串出場[5][9]。
  - 《X戰警：天啟》（2016年）

### 電子遊戲
- 《X戰警2：金鋼狼的復仇（英语：X2: Wolverine's Revenge）》，電子遊戲。
- 《X戰警傳奇2：天啟降臨（英语：X-Men Legends II: Rise of Apocalypse）》，電子遊戲。
- 《Marvel：終極聯盟（英语：Marvel: Ultimate Alliance）》，網絡遊戲。
- 《X戰警VS快打旋風（英语：X-Men vs. Street Fighter）》，格鬥遊戲。
- 《漫威超級英雄VS快打旋風（英语：Marvel Super Heroes vs. Street Fighter》）》，格鬥遊戲。
- 《漫威：未來之戰》：手機遊戲，天啟是玩家可使用角色之一。

## 外部連結
- Apocalypse （页面存档备份，存于）於Marvel.com
- 漫画书数据库：Apocalypse
- Apocalypse （页面存档备份，存于） 超級英雄數據庫
- 互联网电影数据库上Apocalypse的资料